# Merlin M4000
Merlin M4000 (M4000) је био професионални рачунар фирме Merlin који је почео да се производи у Уједињеном Краљевству од 198x. године.
Користио је Intel 8086 као микропроцесор. Као оперативни систем кориштен је Concurrent CP/M-86, Concurrent DOS?.

## Детаљни подаци
Детаљнији подаци о рачунару M4000 су дати у табели испод.
|                       |                                                  |
| [ 1 ]                 |                                                  |
| Произвођач            |                                                  |
| Тип                   | професионални рачунар                            |
| Меморија              | непознато                                        |
| Поријекло             | Уједињено Краљевство                             |
| Година                | 198x                                             |
| Тастатура             | 114 тастера, пуни помак са нумеричком тастатуром |
| Процесор              |                                                  |
| Фреквенција процесора | непознато                                        |
| RAM                   | непознато                                        |
| ROM                   | непознато                                        |
| Текст                 | непознато                                        |
| Графика               | непознато                                        |
| Боја                  | монохроматски са наранџастим приказом            |
| Звук                  | непознато                                        |
| Димензије             | око 12kg                                         |
| Портови               |                                                  |
| Оперативни систем     |                                                  |